# Nagari Lubuak Layang
Nagari Lubuak Layang is een bestuurslaag in het regentschap Pasaman van de provincie West-Sumatra, Indonesië. Nagari Lubuak Layang telt 4590 inwoners (volkstelling 2010).